# Dehesa De Rueda Y Montolar
Dehesa De Rueda Y Montolar este o arie protejată (arie specială de conservare — SAC, sit de importanță comunitară — SCI, arie de protecție specială avifaunistică — SPA) din Spania întinsă pe o suprafață de 3.944,94 ha, integral pe uscat.

## Localizare
Centrul sitului Dehesa De Rueda Y Montolar este situat la coordonatele 41°38′22″N 1°13′32″W / 41.6395°N 1.22562°V.

## Înființare
Situl Dehesa De Rueda Y Montolar a fost declarat sit de importanță comunitară în iulie 2000 pentru a proteja 35 de specii de animale. Alte tipuri de protecție:
- arie de protecție specială avifaunistică (în iulie 2016)[2]
- arie specială de conservare (în februarie 2021)[1][3][4]

## Biodiversitate
Situată în ecoregiunea mediteraneană, aria protejată conține 5 habitate naturale: Galerii și tufărișuri riverane sudice (Nerio-Tamaricetea și Securinegion tinctoriae), Vegetație gipsofilă iberică (Gypsophiletalia), Matorral arborescenți cu Juniperus spp., Pseudostepă cu ierburi și specii anuale de Thero-Brachypodietea, Tufărișuri halofile mediteraneene și termo-atlantice (Sarcocornetea fruticosi).
La baza desemnării sitului se află mai multe specii protejate de  păsări (35): ciocârlie-de-câmp (Alauda arvensis), fâsă-de-câmp (Anthus campestris), fâsă de luncă (Anthus pratensis), lăstunul mare (Apus apus), acvilă de munte (Aquila chrysaetos), ciuf de câmp (Asio flammeus), ciocârlie-cu-degete-scurte (Calandrella brachydactyla), Chersophilus duponti, șerpar (Circaetus gallicus), erete vânăt (Circus cyaneus), porumbel de scorbură (Columba oenas), lăstun de casă (Delichon urbica), șoim de iarnă (Falco columbarius), Falco naumanni, Galerida theklae, vulturul pleșuv sur (Gyps fulvus), rândunică (Hirundo rustica), sfrâncioc cu cap roșu (Lanius senator), ciocârlie de bărăgan (Melanocorypha calandra), prigoare (Merops apiaster), gaia roșie (Milvus milvus), codobatură galbenă (Motacilla alba), vultur egiptean (Neophron percnopterus), pietrar mediteranean (Oenanthe hispanica), Oenanthe leucura, pietrar sur (Oenanthe oenanthe), codroș de munte (Phoenicurus ochruros), Pterocles alchata, Pterocles orientalis, Pyrrhocorax pyrrhocorax, turturică (Streptopelia turtur), Sylvia conspicillata, silvie de tufiș (Sylvia undata), spârcaci (Tetrax tetrax), pupăză (Upupa epops).
Pe lângă speciile protejate, pe teritoriul sitului au mai fost identificate 3 specii de plante, 10 specii de păsări, 2 specii de amfibieni, 2 specii de mamifere, 2 specii de reptile.